# Centre minier de Faymoreau
Le Centre minier de Faymoreau est un musée créé en 2000, il est consacré à l'histoire minière du bassin houiller de Faymoreau en Vendée et Pays de la Loire. Il bénéficie de l'appellation Musée de France depuis 2002. Le musée connait une rénovation entre septembre 2016 et juin 2018.

## Localisation
Le musée est implanté rue de la Cour, à La Verrerie, un hameau de la commune de Faymoreau située dans le département de la Vendée en région Pays de la Loire.

## Organisation du bâtiment
Le bâtiment de l'ancien dortoir de la verrerie permet de découvrir l'histoire et la technique minière locale à travers des documents, objets et témoignages d'époque.
L'exposition permanente propose une parcours divisé en sept haltes, :
1. « la saga de l’industrie houillère vendéenne et deux-sévrienne » ;
2. « le parcours du mineur » ;
3. « le carreau de la mine » ;
4. « les débouchés du charbon » ;
5. « les hommes au travail » ;
6. « les hommes dans les corons » ;
7. « la géologie ».

Les expositions temporaires et l'accueil-boutique sont situés dans un bâtiment d'architecture moderne terminé en juin 2018.

## Histoire

### Exploitation minière
Le musée retrace les 130 années d'exploitation du charbon en Vendée et Deux-Sèvres, de 1827 à 1958.

### Musée
La municipalité décide de lancer un projet touristique et culturel lié à la mine en 1995. L'hôtel des mines est réhabilité en restaurant et le musée ouvre en septembre 2000. Le chemin de la mine, un circuit de randonnée pédestre de 12 km, doublé d'une piste cyclable est créé en 2002. La même année, il reçoit l'appellation Musée de France avec une vocation très grand public.
Le musée ferme de septembre 2016 à juin 2018 pour être agrandi de 190 m2 afin d’offrir plus d’espace aux expositions temporaires. Le musée subit également un réaménagement complet avec une nouvelle scénographie. Enfin les travaux, dont le coût s'élève à 996 420 €, doivent aussi permettre de rendre le bâtiment moins énergivore,.
Le 30 juin 2018, le nouveau centre minier ouvre ses portes au public, 60 ans après la fermeture des mines. Il propose notamment un espace destiné aux expositions temporaires quatre fois plus grand,.

Logo jusqu'en 2018.
Logo depuis 2018

## Fréquentation
| Année | Entrées gratuites | Entrées payantes | Total  |
| ----- | ----------------- | ---------------- | ------ |
| 2001  | 2 177             | 23 189           | 25 366 |
| 2002  | 3 707             | 22 314           | 26 021 |
| 2003  | 7 600             | 19 387           | 26 987 |
| 2004  | 8 208             | 21 060           | 29 268 |
| 2005  | 6 108             | 20 633           | 26 741 |
| 2006  | 5 399             | 21 693           | 27 092 |
| 2007  | 6 662             | 23 465           | 30 127 |
| 2008  | 6 884             | 22 411           | 29 295 |
| 2009  | 7 437             | 21 520           | 28 957 |
| 2010  | 8 994             | 17 601           | 26 595 |
| 2011  | 8 706             | 15 556           | 24 262 |
| 2012  | 10 592            | 16 260           | 26 852 |
| 2013  | 6 792             | 14 749           | 21 541 |
| 2014  | 3 843             | 17 666           | 21 509 |
| 2015  | 2 688             | 16 606           | 19 294 |
| 2016  | 3 869             | 14 708           | 18 577 |
| 2017  | 0                 | 0                | 0      |